# Ulica Bednarska w Warszawie

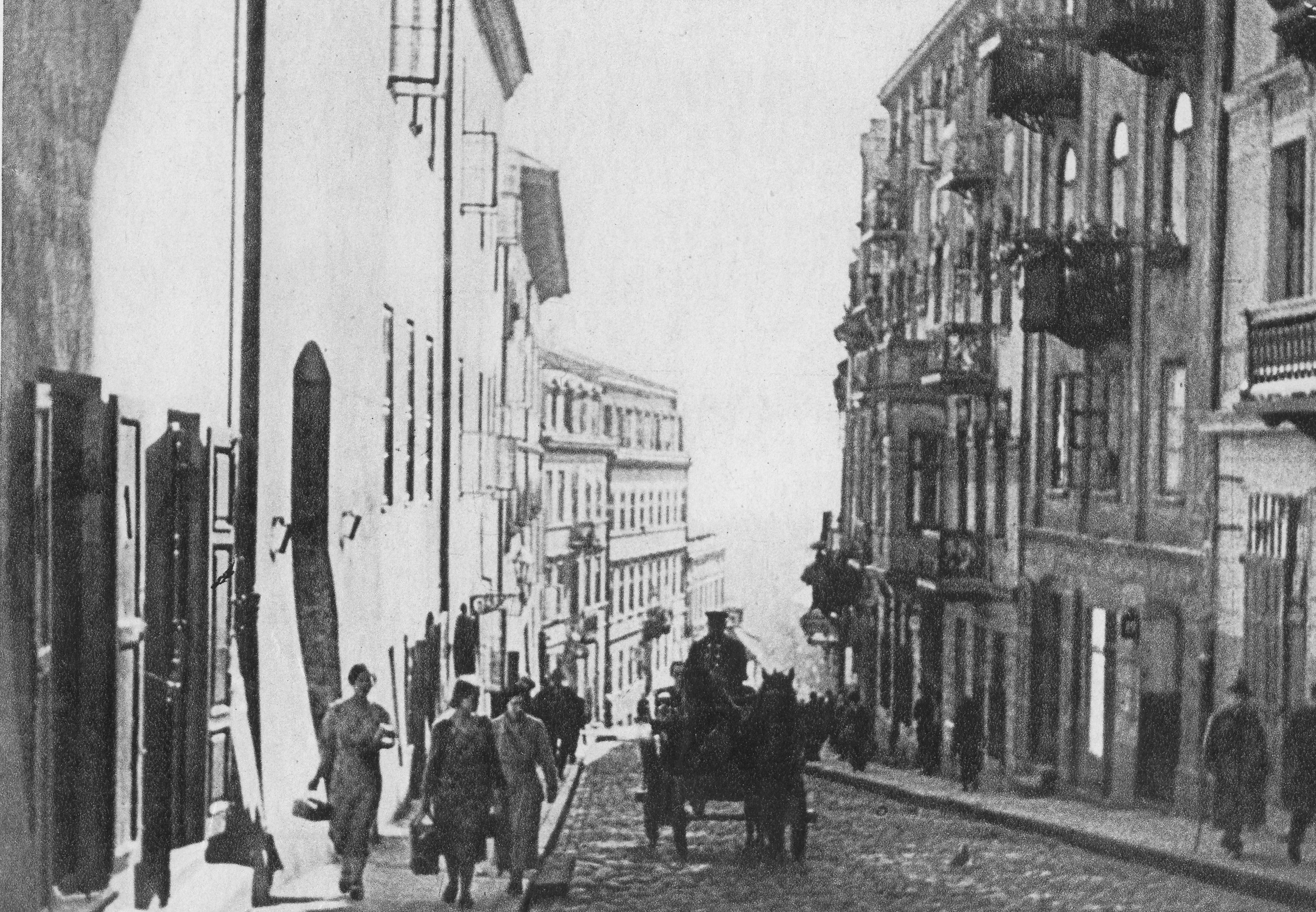
Ulica Bednarska przy ulicy Krakowskie Przedmieście w okresie międzywojennym

Ulica Bednarska – ulica w dzielnicy Śródmieście w Warszawie.

## Historia
W miejscu obecnej ulicy znajdował się wąwóz, którym płynął strumień i biegła droga prowadząca do Wisły. Gdy w XV wieku w okolicy powstały pierwsze zabudowania, drogę nazwano ulicą Gnojową, gdyż tędy wywożono śmieci i gnój z miasta. Obecną nazwę ulica otrzymała przed rokiem 1743, gdyż w swojej górnej części była zabudowana domami zamieszkałymi przez rzemieślników, zapewne głównie przez bednarzy. Oficjalnie nazwa została nadana w 1770.
W 1755 roku u wylotu ulicy Komisja Brukowa wybudowała groblę i pomost drewniany. Pomost służył do wyładowywania kamieni brukarskich z barek; wzdłuż niego wykopano basen portowy o długości ponad 140 metrów.
W latach 1775−1864 ulica była ważną arterią komunikacyjną jako droga dojazdowa do budowanych u jej wylotu mostów łyżwowych. Bednarska została wówczas wybrukowana i odnowiona. W 1775 roku nad samą rzeką wybudowano łaźnie należące do kasztelana łukowskiego Jacka Jezierskiego, które stały się popularnym miejscem schadzek. 
Na początku XIX wieku na Bednarskiej wybudowano klasycystyczne kamienice, w których otwarto kilka hoteli, m.in. Nadwiślański pod nr 6, Bawarski pod nr 7, Podlaski pod nr 11, Mazowiecki pod nr 11 oraz Smoleński pod nr 31. Ich autorami byli popularni wówczas architekci, tacy jak Antonio Corazzi, Jan Jakub Gay, Alfons Kropiwnicki, Fryderyk Albert Lessel, Adolf Schuch i Szymon Bogumił Zug. Najdroższym i najbardziej eleganckim był hotel Bawarski, który w połowie XIX wieku cieszył się dużą popularnością i regularnie gościł m.in. artystów z tzw. cyganerii warszawskiej.
W latach 1832–1835 przy ulicy wzniesiono zachowany do dzisiaj budynek łaźni należący do Teodozji Majewskiej.
Punktem zwrotnym w historii ulicy było otwarcie w 1864 mostu Kierbedzia. Nowa przeprawa, wraz z wiaduktem Pancera, połączyła plac Zamkowy z Pragą. Zlikwidowano wtedy most łyżwowy u wylotu Bednarskiej, co spowodowało iż stała się ona spokojną ulicą położoną na uboczu. Życie towarzyskie w znacznym stopniu przeniosło się na Krakowskie Przedmieście, większość hoteli zamknięto, zaś w dawnym hotelu Bawarskim otworzono dom publiczny. Mimo to na Bednarskiej sporadycznie pojawiały się nowe inwestycje, m.in. wybudowano tam drukarnię Samuela Orgelbranda, która istniała pod nr 20 do 1939 roku.
W okresie międzywojennym w kamienicy nr 7 mieścił się I komisariat Policji Państwowej.
Zabudowa ulicy ucierpiała w czasie obrony Warszawy we wrześniu 1939. Pierwszego dnia powstania warszawskiego, 1 sierpnia 1944, na placu przed budynkiem nr 1/3 Niemcy rozstrzelali 25 mieszkańców tego domu, a ich zwłoki wrzucili do Wisły. W czasie walk większość kamienic wypalono, w gruzach legły całkowicie trzy budynki (nr 13, 18 oraz 29). 
W latach 1948–1949 zabudowę ulicy odtworzono w ramach budowy osiedla Mariensztat. Odbudowano jedynie kilka kamienic, a luki wypełniła nowa zabudowa, zharmonizowana z historycznymi domami.
W 1965 ulica jako założenie urbanistyczne została wpisana do rejestru zabytków.

## Ważniejsze obiekty
- Budynek łazienek Teodozji Majewskiej z 1835, do 2012 siedziba I SLO (nr 2/4)[14], siedziba Wydziału Dziennikarstwa, Informacji i Bibliologii Uniwersytetu Warszawskiego.
- Zabytkowe kamienice pod nr 14, 21, 23, 24, 25, 26, 28/30[13]